# 卡明 (日托米爾區)
50°6′20″N 27°50′33″E / 50.10556°N 27.84250°E
卡明（羅馬化：Kamin）是烏克蘭北部的村莊，隸屬日托米爾州的日托米爾區。該村始建於1585年，面積257.7平方公里，海拔高度266米，2023年該村落人口558。